# المنظمة الدولية للأجهزة العليا للرقابة المالية والمحاسبة
المنظمة الدولية للأجهزة العليا للرقابة المالية والمحاسبة (الأنتوساي) هي منظمة دولية مركزية للرقابة المالية الخارجية العامة تضم الخطوط التوجيهية والمبادئ الأساسية للرقابة المالية والمحاسبة، تتوزع نشاطاتها على 7 منظمات إقليمية موزعة عالميا، تحمل المنظمة مسؤولية توفير الدعم الضروري للأجهزة الرقابية العامة في دول المنطقة، وتهيئة هياكل وإطارات مؤسساتية تنظم عمل الأجهزة الرقابية العليا في كل بلد.

## مجموعات العمل الإقليمية
تتمثل وظيفة المنظمات الإقليمية في تحقيق أهداف الإنتوساي، من خلال تطبيق مبادئ الرقابة المالية العامة والمحاسبة على المستوى الإقليمي، وهي 7 مجموعات إقليمية:
- العرابوساي: مجموعة الأجهزة العليا للرقابة المالية العامة والمحاسبة بالدول العربية، تأسست 1976م ومقرها تونس.[3]
- الأولاسافس: مجموعة الأجهزة العليا للرقابة المالية العامة والمحاسبة بأمريكا اللاتينية، تأسست سنة 1965م ومقرها شيلي.[4]
- الأفروساي: مجموعة الأجهزة العليا للرقابة المالية العامة والمحاسبة في بدول أفريقيا، تأسست 1976م ومقرها الكاميرون.[5]
- الآسوساي: مجموعة الأجهزة العليا للرقابة المالية العامة والمحاسبة بالدول الأسيوية، تأسست 1976م ومقرها الصين.[6]
- الباساي: مجموعة الأجهزة العليا للرقابة المالية العامة والمحاسبة لدول الباسيفيك، تأسست سنة 1987م ومقرها نيوزيلندا.[7]
- الكاروساي: مجموعة الأجهزة العليا للرقابة المالية العامة والمحاسبة لدول الكاريبي، تأسست سنة 1988 ومقرها جامايكا.[8]
- الأوروساي: الجهاز الأعلى للرقابة المالية العامة والمحاسبة الأوروبي، تاسس سنة 1990م ومقره إسبانيا.[9]

## أهداف الأنتوساي
- تمكين الأجهزة الرقابية العليا من القدرة على تعزيز شفافية حكوماتها وتحسين الأداء وضمان المساءلة.
- تشجيع الحفاظ على المصداقية ومكافحة الفساد في المنشآت والأجهزة العامة.
- تعزيز ودعم استقلالية الأجهزة العليا للرقابة المالية.
- مراقبة تنفيذ الخطط الاستراتيجية لتحسين الرقابة المالية والمحاسبة.[10]